# Euchroea clementi
Euchroea clementi är en skalbaggsart som beskrevs av Künckel D'herculais 1887. Euchroea clementi ingår i släktet Euchroea och familjen Cetoniidae. Utöver nominatformen finns också underarten E. c. riphaeus.